# 举折

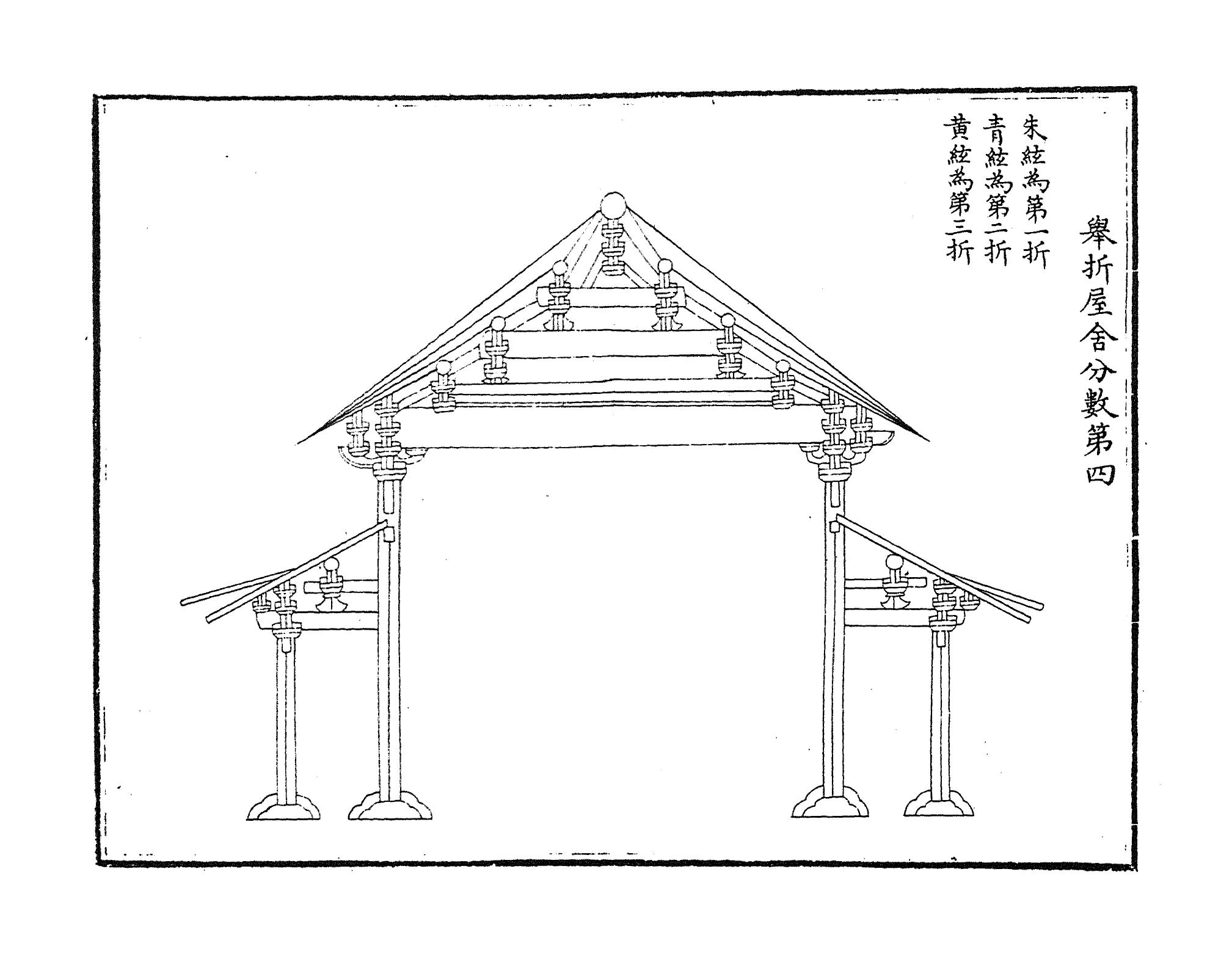
营造法式中屋顶举折的做法及比例

举折是中国传统建筑中确定屋顶坡度的一种方法，首见于宋代的《营造法式》中的大木作制度。

## 内容
“举”是指将屋面上标高最低的屋檐部到最高的屋脊的过渡的实现，有穿斗式和抬梁式两种做法，这形成了一个坡屋面。“折”是指通过调整穿斗式结构中柱的高度，或抬梁式结构中梁的高度，来使檩条的连线变为连续的折线，这使坡屋面的形状由直线变成了曲线。

《营造法式》中记载了举折做法中的数学规律：
举折之制─先以尺为丈，以尺为寸，以分为寸，以厘为分，以毫为厘，侧画所建之屋于平正壁上，定其举之峻慢，折之圜和，然后可见屋内梁柱之高下，卯眼之远近。
举屋之法─如殿阁楼台，先量前后檐方心，相去远近，分为三分，从檐方背至脊背举起一分，如埇瓦厅堂，即四分中举起一分，又通以四分所得丈尺，每一尺加八分。若埇瓦廊屋及反瓦厅堂，每一尺加五分；或反瓦廊屋之类，每一尺加三分。

折屋之法─以举高尺丈，每尺折一寸，每架自上递减半为法。如举高二丈，即先从脊背上取平，下至檐方背，其第一缝折二尺；又从第一缝背取平，下至檐方背于第二缝折一尺；若椽数多，即逐缝取平，皆下至檐方背，每缝并减去上缝之半。如取平，皆从砖心抨绳令紧为则。如架道不匀，即约度远近，随宜加减。

## 作用
屋面曲线的形成，不仅有利于疏导雨水，还令更多的阳光照进室内，使得屋面外形更加柔和秀丽。

## 演变
宋代的做法是先确定高度，再向下折出曲线坡屋面，由上而下；而到了清代则是“举”和“折”同时进行，由下而上。、